# روداوا (استان اوپوله)
روداوا (به لهستانی: Rudawa) یک منطقهٔ مسکونی در لهستان است که در گمینا گووخووازه واقع شده‌است.